# إد كلانسي
إد كلانسي (بالإنجليزية: Ed Clancy) مواليد 12 مارس 1985 في بارنزلي، جنوب يوركشير، إنجلترا، هو دراج إنجليزي. شارك في دورة الألعاب الأولمبية الصيفية وفاز بميدالية أولمبية.

## سباقات أو مراحل فاز بها
| التاريخ       | السباق                                                                       | المركز                  |
| ------------- | ---------------------------------------------------------------------------- | ----------------------- |
| 01 يناير 2008 | ركوب الدراجات في الألعاب الأولمبية الصيفية 2008 – فريق رجال مطاردة           | الفائز في التصنيف العام |
| 01 يناير 2012 | ركوب الدراجات في الألعاب الأولمبية الصيفية 2012 – فريق رجال مطاردة           | الفائز في التصنيف العام |
| 01 يناير 2012 | ركوب الدراجات في ألعاب أولمبية صيفية 2012 – رجال أومنيوم                     | المركز الثالث           |
| 01 يناير 2014 | 2014 UEC European Track Championships – men's team pursuit                   |                         |
| 12 أغسطس 2016 | ركوب الدراجات في الألعاب الأولمبية الصيفية 2016 – سباق المطاردة لفرق الرجال" | الفائز في التصنيف العام |
| 01 يناير 2018 | بطولة العالم للدراجات على المضمار 2018 – سباق المطاردة الفرقية               |                         |

## الميداليات
| الميدالية | المسابقة                       |
| --------- | ------------------------------ |
| ذهبية     | الألعاب الأولمبية الصيفية 2008 |
| ذهبية     | الألعاب الأولمبية الصيفية 2012 |
| برونزية   | الألعاب الأولمبية الصيفية 2012 |
| فضية      | دورة ألعاب الكومنولث 2014      |

## روابط خارجية
- إد كلانسي على موقع الاتحاد الدولي للدراجات (الإنجليزية)
- إد كلانسي على موقع أرشيف الدراجات (الإنجليزية)
- إد كلانسي على موقع إحصائيات الدراجات الإحترافية (الإنجليزية)
- إد كلانسي على موقع نسبة الدراجات (الإنجليزية)
- إد كلانسي على موقع CycleBase (الإنجليزية)
- إد كلانسي على موقع اللجنة الأولمبية الدولية (الإنجليزية)
- إد كلانسي على موقع أوليمبيديا (الإنجليزية)
- إد كلانسي على موقع اللجنة الأولمبية البريطانية (الإنجليزية)
- إد كلانسي على موقع اتحاد ألعاب الكومنولث (مؤرشف) (الإنجليزية)
- إد كلانسي على موقع دورة ألعاب الكومنولث 2006 (مؤرشف) (الإنجليزية)